# Ингут
Ингут — упразднённая деревня в Тулунском районе Иркутской области России. Входила в состав Владимирского муниципального образования. Исключена из учётных данных в 2025 году.

## География
Деревня находится на расстоянии примерно 44 км к югу от города Тулун, административного центра района.

## Население
| 2002 | 2010 | 2011 | 2012 |
| ---- | ---- | ---- | ---- |
| 3    | ↘1   | →1   | →1   |

### Половой состав
По данным Всероссийской переписи 2010 года, в деревне проживала одна женщина.